# Codi ATC M09
El  codi ATC M09, descrit com Altres fàrmacs per a trastorns del sistema musculoesquelètic, és una subgrup terapèutic de l'Anatomical, Therapeutic, Chemical Classification System (ATC). La classificació ATC és un sistema de codis alfanumèric desenvolupat per l'Organització Mundial de la Salut (OMS) per als fàrmacs i altres productes sanitaris. El subgrup M09 és part del grup anatòmic M Sistema musculoesquelètic.

Els codis per a ús veterinari (codis ATCvet) poden han estat creats afegint la lletra Q davant dels codis ATC humans: QM09... 
Les adaptacions estatals de la classificació ATC poden incloure codis addicionals no presents en aquesta llista, que segueix la versió de l'OMS.

## M09A Altres fàrmacs per a trastorns del sistema musculoesquelètic
M09A A Quinina i derivats
M09A B Enzims
M09A X Altres fàrmacs per a trastorns del sistema musculoesquelètic